# کورتا ده ارجش
شهر کورتا ده ارجه (به رومانیایی: Curtea de Argeş) در شهرستان ارجش در کشور رومانی واقع شده‌است. جمعیت این شهر ۳۲٬۶۲۶ نفر  است.

## تاریخچه نام

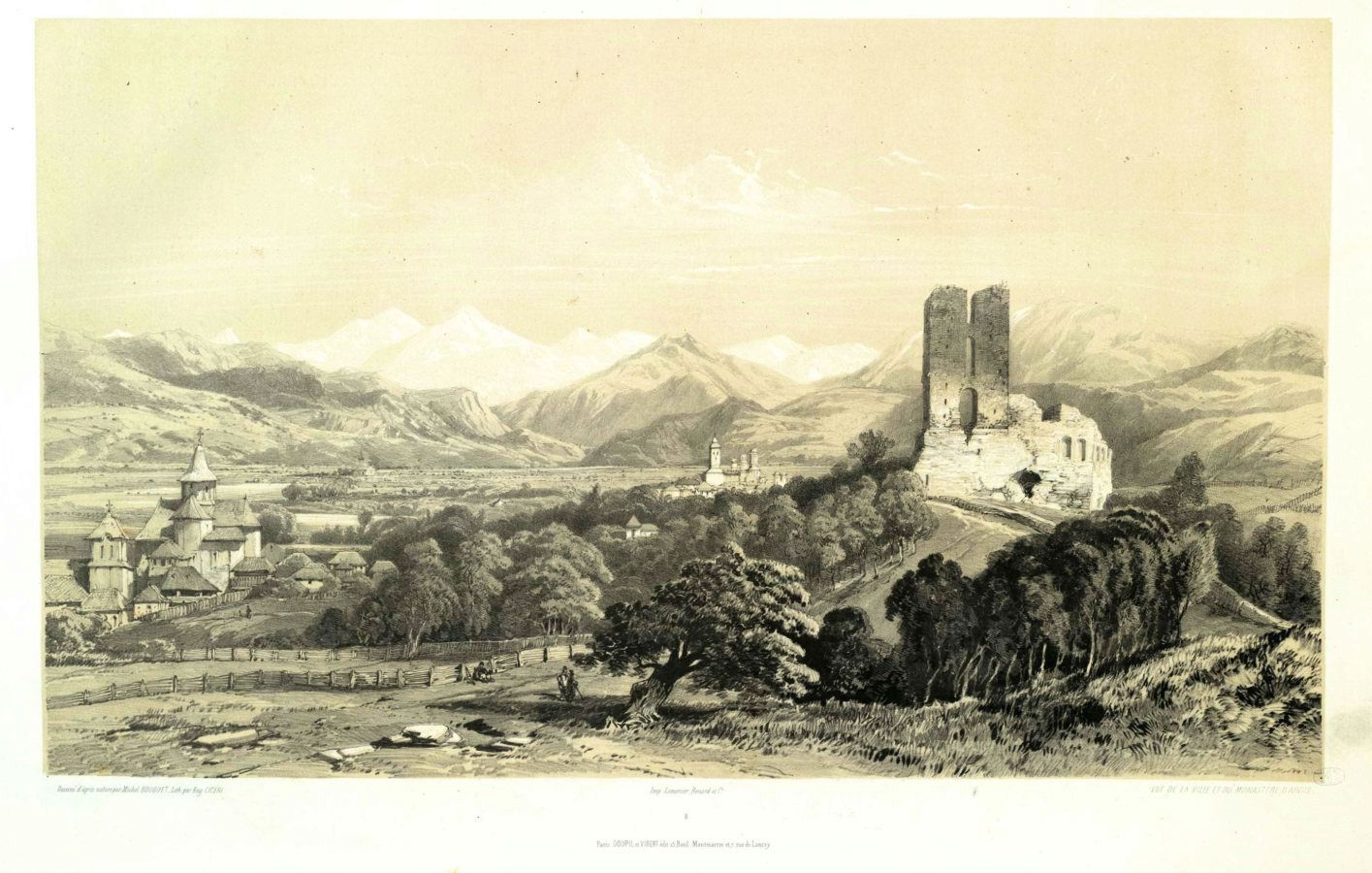
شرح: دربار آرژ در قرن نوزدهم. چاپ سنگی برگرفته از نقاشی میشل بوکه

نام فعلی، به معنای واقعی کلمه درباره (رودخانه) آرگش ، به وضعیت سابق شهر به عنوان پایتخت والاکیا اشاره می‌کند. برخی از مورخان رودخانه آرگش را با "اوردسوس" باستانی تطبیق می‌دهند، با این حال بعید است که نام آن اینگونه انتخاب شده باشد. قدیمی‌ترین اسناد اسلاوی از فرم "Arghiș" استفاده می‌کنند که ممکن است یک ریشه شناسی کومان یا پچنگ را از ریشه arghiš ("زمین بالاتر" ، "ارتفاع") باشد.
نام اصلی Access بود که سپس برای نام رودخانه نیز استفاده شد.

## نگارخانه

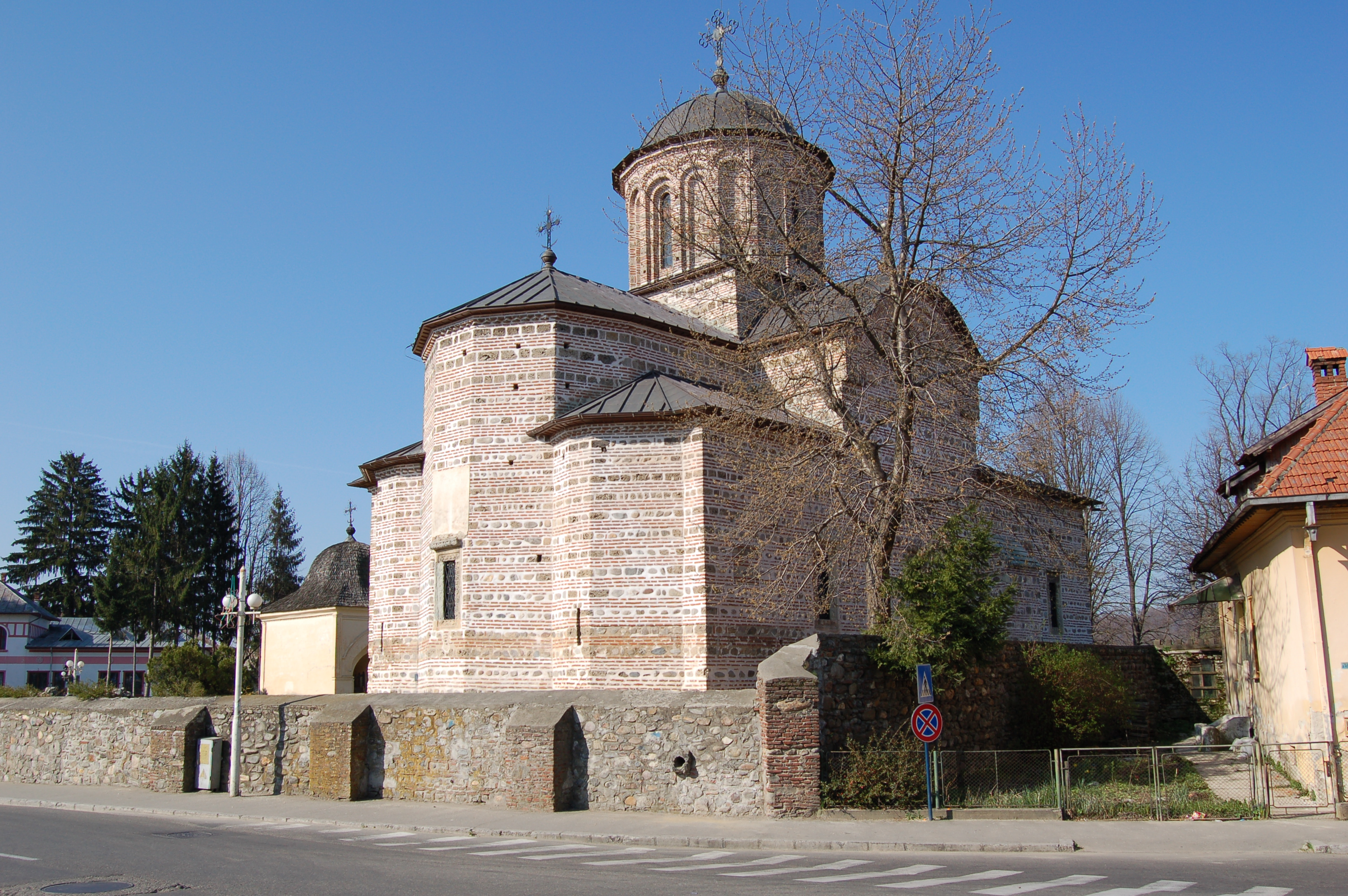
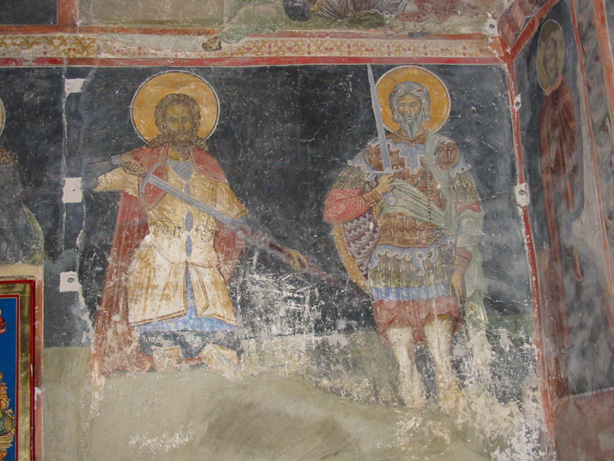
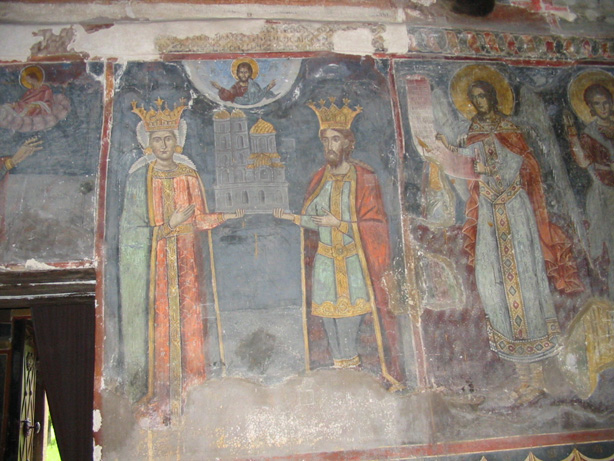
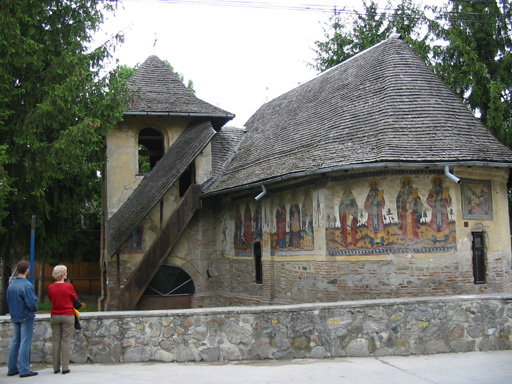
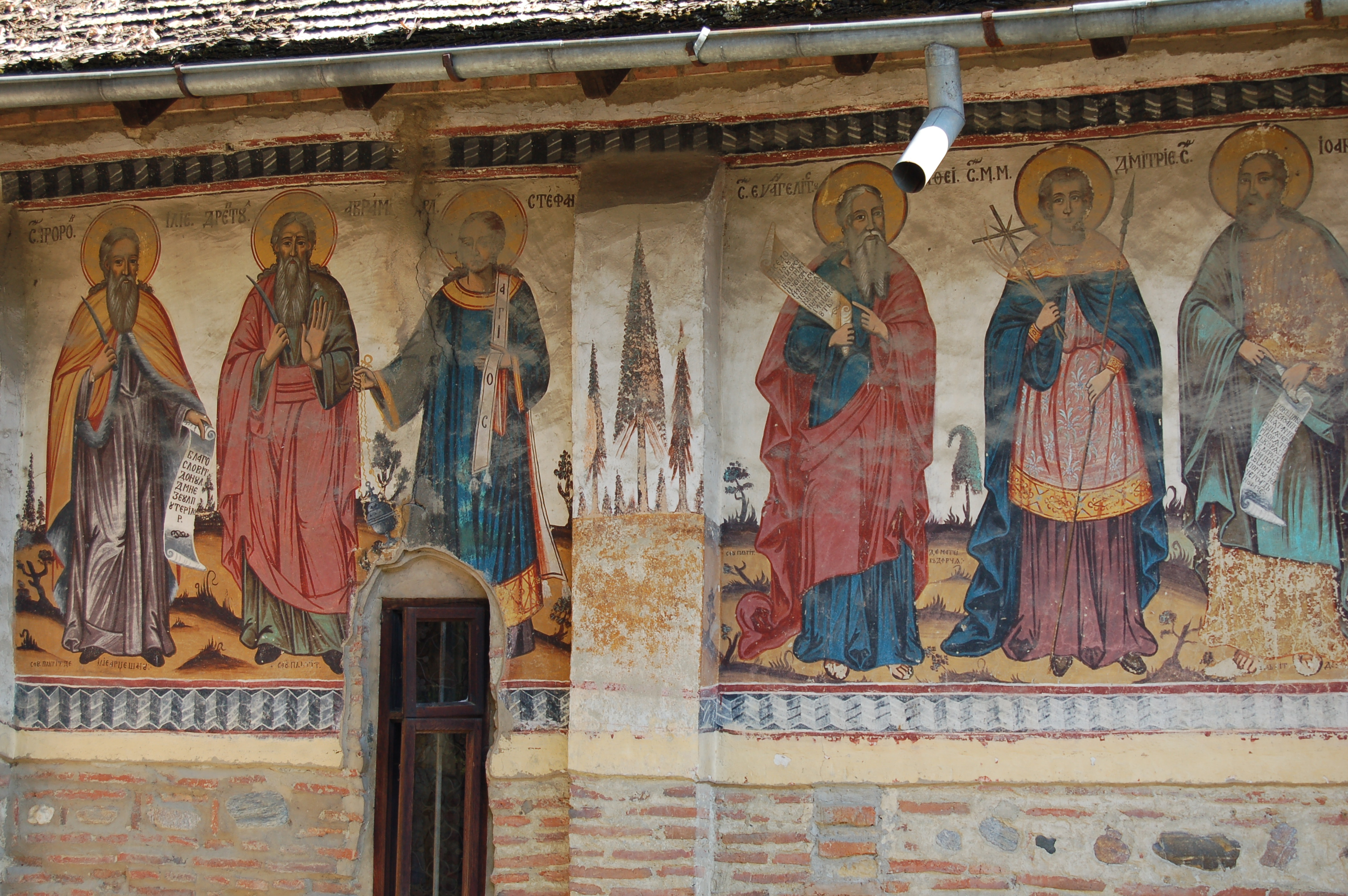